# Trichamathina nobilis
Trichamathina nobilis is een slakkensoort uit de familie van de Capulidae. De wetenschappelijke naam van de soort is voor het eerst geldig gepubliceerd in 1867 door A. Adams.